# Eurhopalothrix schmidti
Eurhopalothrix schmidti é uma espécie de formiga do gênero Eurhopalothrix, pertencente à subfamília Myrmicinae.